# Rio Taquari-Guaçu
O Rio Taquari-Guaçu é um rio que banha o estado de São Paulo, no Brasil. Pertence à Bacia do Rio Paranapanema. Os rios Taquariguaçu e Taquarimirim nascem bem próximos um do outro, cerca de 3,8 quilômetros e a quase a mesma distância da rodovia SP-249, correndo sempre paralelos um ao outro e mantendo uma distância de mais ou menos seis quilômetros. Possuem quase a mesma extensão (52 e 54 quilômetros) e acabam se juntando. 

## Topônimo
"Taquariguaçu" é um termo oriundo da língua tupi. Significa "grande água de taquara", através da junção de takûara ("taquara"),  'y  ("água, rio") e gûasu ("grande").

## Nascente
O Rio Taquariguaçu nasce  nos municípios de Rio Branco e Apiaí, na localização geográfica latitude 24º19'11" sul e longitude 48º48'44".Suas nascentes estão nas proximidades do Distrito de Araçaíba,município de Apiaí, em uma  região com altitudes com mais de 1.000 metros .Suas cabeceiras estão entre a rodovia SP-249,que interliga Ribeirão Branco a Apiaí e a ferrovia Itapeva-Apiaí,seus principais formadores encontram-se nos bairros Camargos,Pocinha,Lagoa,Areia Preta,Lageado e Quatis .

### Percurso
Da nascente, segue em direção noroeste (340º) do estado de São Paulo, e depois segue sempre  na mesma direção passando pelo Distrito de Itaboa,município de Ribeirão Branco, indo receber as águas do Taquarimirim na área suburbana de Itapeva .

### Afluentes
- Margem sul:
  - Não consta

- Margem norte:
  - Não consta

### Final
Em Itapeva, se junta ao Rio Taquarimirim, formando o Rio Taquari na localização geográfica latitude 23º59'09" sul e longitude 48º54'59" oeste, bem próximo à SP-258.                                                                         

### Extensão
Percorre, neste trajeto, uma distância de mais ou menos 54 quilômetros.